# 12. Luftwaffen-Feld-Division
La 12. Luftwaffen-Feld-Division  (12e division de campagne de la Luftwaffe) a été l'une des principales divisions de la Luftwaffe allemande durant la Seconde Guerre mondiale.
Cette division a été formée en octobre 1942 à Bergen près de Celle à partir du Flieger-Regiment 12..

Comme plusieurs Luftwaffen-Feld-Division le 1er novembre 1943, la Division est prise en charge par la Heer et est renommée 12. Feld-Division (L). 

## Commandement

Drapeau du commandant d'une division aérienne.

| Début            | Fin               | Grade           | Nom             |
| ---------------- | ----------------- | --------------- | --------------- |
| 1er octobre 1942 | 1er novembre 1943 | Generalleutnant | Herbert Kettner |

## Chef d'état-major
| Début           | Fin               | Grade | Nom           |
| --------------- | ----------------- | ----- | ------------- |
| Octobre 1942    | 1er décembre 1942 | Major | Werner Stubbe |
| 2 décembre 1942 | 1er novembre 1943 | Major | Steuer        |

## Rattachement
| Mars 1943 - Octobre 1943 : |  | XXXVIII. Armeekorps / Armeeoberkommando (AOK) .18 | basé à Volkhov. |

## Unités subordonnées
- Luftwaffen-Jäger-Regiment 23
- Luftwaffen-Jäger-Regiment 24
- Panzer-Jäger-Abteilung Luftwaffen-Feld-Division 12
- Luftwaffen-Artillerie-Regiment 12
- Luftwaffen-Pionier-Bataillon 12
- Radfahrer-Kompanie Luftwaffen-Feld-Division 12
- Luftnachrichten-Kompanie Luftwaffen-Feld-Division 12
- Kommandeur der Nachschubtruppen Luftwaffen-Feld-Division 12